# جورجیو پانتانو
جورجیو پانتانو (ایتالیایی: Giorgio Pantano؛ زادهٔ ۴ فوریهٔ ۱۹۷۹ در پادووا) رانندهٔ مسابقات اتومبیل‌رانی اهل ایتالیا است که در فصل ۲۰۰۴ در مجموع در پانزده گراند پری از مسابقات جهانی فرمول یک شرکت کرد، اما موفق به کسب هیچ امتیازی نشد.